# Pokoutník stájový
Pokoutník stájový (Tegenaria ferruginea) je velký pavouk patřící do čeledi pokoutníkovití (Agelenidae).

## Popis
U samice je délka těla 11 až 15 mm, délka karapaxu 6,0–6,8 mm, šířka 4,2–4,8 mm. Samec měří 9 až 12 mm, délka karapaxu 5,0–6,2 mm, šířka 3,9–4,5 mm. Hlavohruď je hruškovitého tvaru, světle hnědě zbarvená. Zadeček je oválně protáhlý, hnědý až hnědočervený, s výrazným načervenalým podélným středním pásem lemovaným žlutavými skvrnami, jež jsou vepředu větší. Celé tělo je hustě ochlupené. Na nažloutlých nohách mají jasně vyznačené, ale někdy nepravidelně se vyskytující tmavé skvrnky/proužky s tmavšími okraji. Nohy má oproti tělu dlouhé, což u tohoto pavouka budí dojem, že je větší. Samčí makadla s dlouhým embolem, velkým konduktorem a relativně krátkým cymbiem. Výrazná epigyna s konkávně zaobleným předním okrajem.

## Rozšíření a způsob života
Je rozšířen v Evropě, v Česku velmi hojně. Byl zavlečen i na Azorské ostrovy a do Venezuely. Tento pokoutník obývá světlé lesy, sutě, skalní města, kůlny, stáje, stodoly, sklepy, zahrady a parky. Vytváří husté, až půl metru široké plachtovité sítě mezi kameny, v dutinách stromů a v budovách mezi trámy či v rozích. Svou pavučinu pavouk neopouští, pouze ji opravuje a rozšiřuje. Aktivní je v noci, kdy vyčkává v trubicovitém ústí sítě na kořist. S dospělci se setkáme obvykle od května do října.
Tento druh může kousnout člověka, kousnutí však není příliš bolestivé a možný malý otok zmizí během několika hodin.

## Systematika
Druh byl popsán v roce 1804 Georgem Panzerem jako Aranea ferruginea. V roce 1875 jej Eugène Simon přeřadil do rodu Tegenaria, a v roce 2005 byl zařazen do rodu Malthonica. Po morfologicko-molekulární analýze Bolzerna, Burckhardta a Hänggiho v roce 2013 byl druh znovu přesunut do rodu Tegenaria.

## Původ jména
Jméno pochází z latinského „ferrugo“, což v překladu znamená „rez“. Český název reflektuje jeho výskyt v hospodářských budovách.

## Galerie

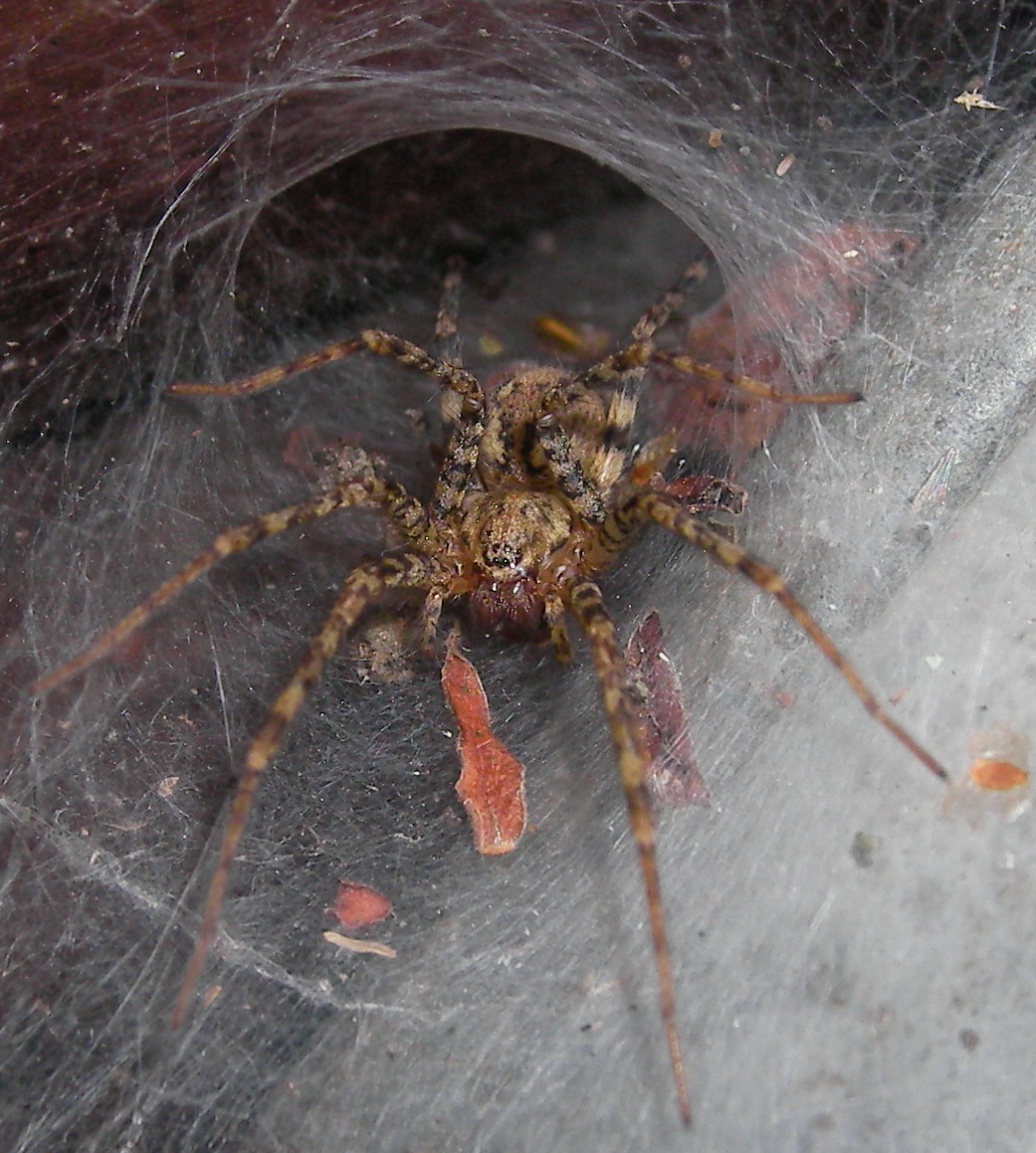
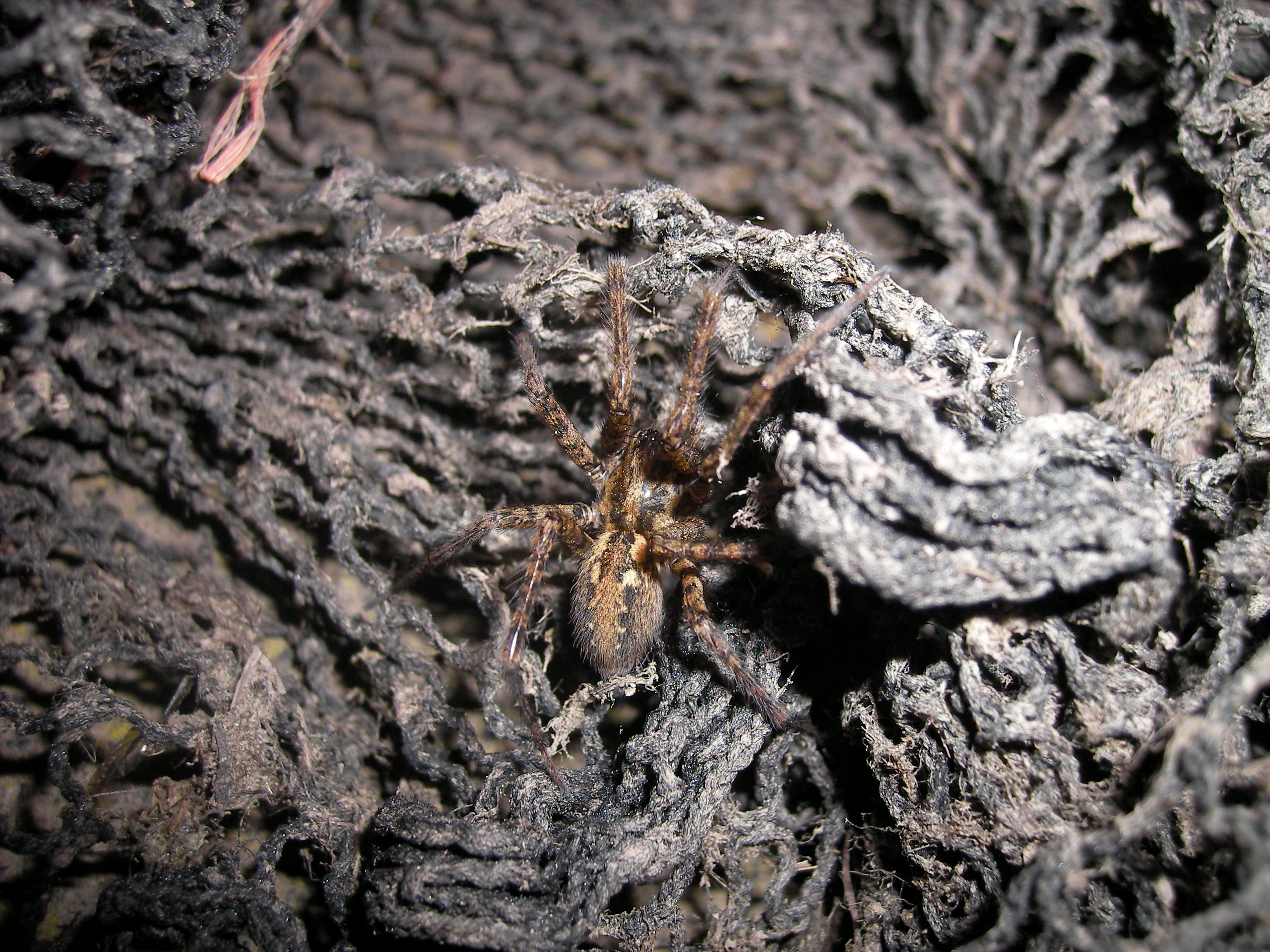
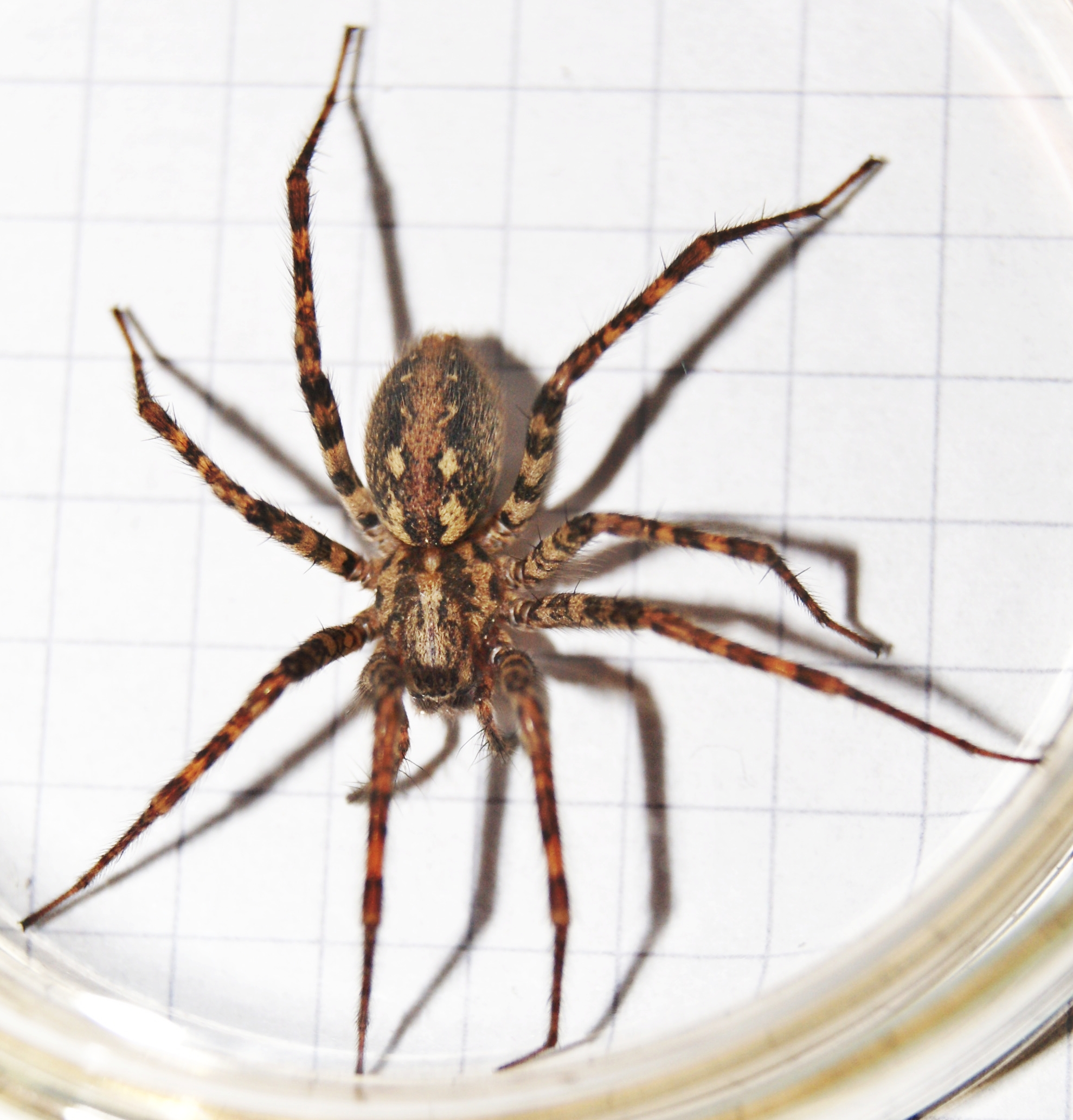

## Podobné druhy
- pokoutník tmavý (T. atrica)
- pokoutník polní (T. campestris)
- pokoutník domácí (T. domestica)
- pokoutník lesní (T. silvestris)